# Staalkaart
Staalkaart is een voormalig onafhankelijk Vlaams cultureel tijdschrift.

## Ontstaansgeschiedenis
Staalkaart kan als opvolger van Muziek & Woord worden beschouwd, een blad dat zich vooral richtte op de programmatie van Klara en Canvas. Bij Staalkaart lag de nadruk op het culturele aanbod in Vlaanderen en Brussel. Het werd, net als Muziek & Woord voorheen, uitgegeven door Decom.
Het eerste nummer verscheen in september 2009. Het verscheen vijfmaal per cultureel jaar. Er werd voornamelijk aandacht besteed aan klassieke muziek, opera, oude muziek, theater, dans, literatuur, fotografie, film en beeldende kunst.
In 2016 werd de subsidie van Staalkaart niet langer hernieuwd, waardoor het tijdschrift gedwongen werd de boeken te sluiten.

## Medewerkers
Staalkaart had geen vaste redactieploeg, op hoofdredacteur Lieven de Laet na. Freelancejournalisten die eerder voor Knack, De Morgen, De Standaard of Klara schreven, dan wel aan de universiteit verbonden waren, verzorgen de artikelen.
- Ludo Abicht
- Maarten Beirens
- Leen Boereboom
- Mark Cloostermans
- Evelyne Coussens
- Laurent De Maertelaer
- Johan de Vos
- Stefan Grondelaers
- Wouter Hillaert
- Lucrèce Maeckelbergh
- Francis Maes
- Erik Martens
- Eric Min
- Björn Scherlippens
- Geert Sels
- Yves Senden
- Rudy Tambuyser
- Bart Tijskens
- Pieter 'T Jonck